# حوفة (دوعن)
'

تعديل مصدري - تعديل

حوفة هي إحدى قرى عزلة صيف بمديرية دوعن التابعة لمحافظة حضرموت، بلغ تعداد سكانها 680 نسمة حسب تعداد اليمن لعام 2004.